# Eltham (Nowa Zelandia)
Eltham – miasto w Nowej Zelandii. Położone w zachodniej części Wyspy Północnej, w regionie Taranaki, 1895 mieszkańców. (dane szacunkowe – styczeń 2010).